# Jednota tlumočníků a překladatelů

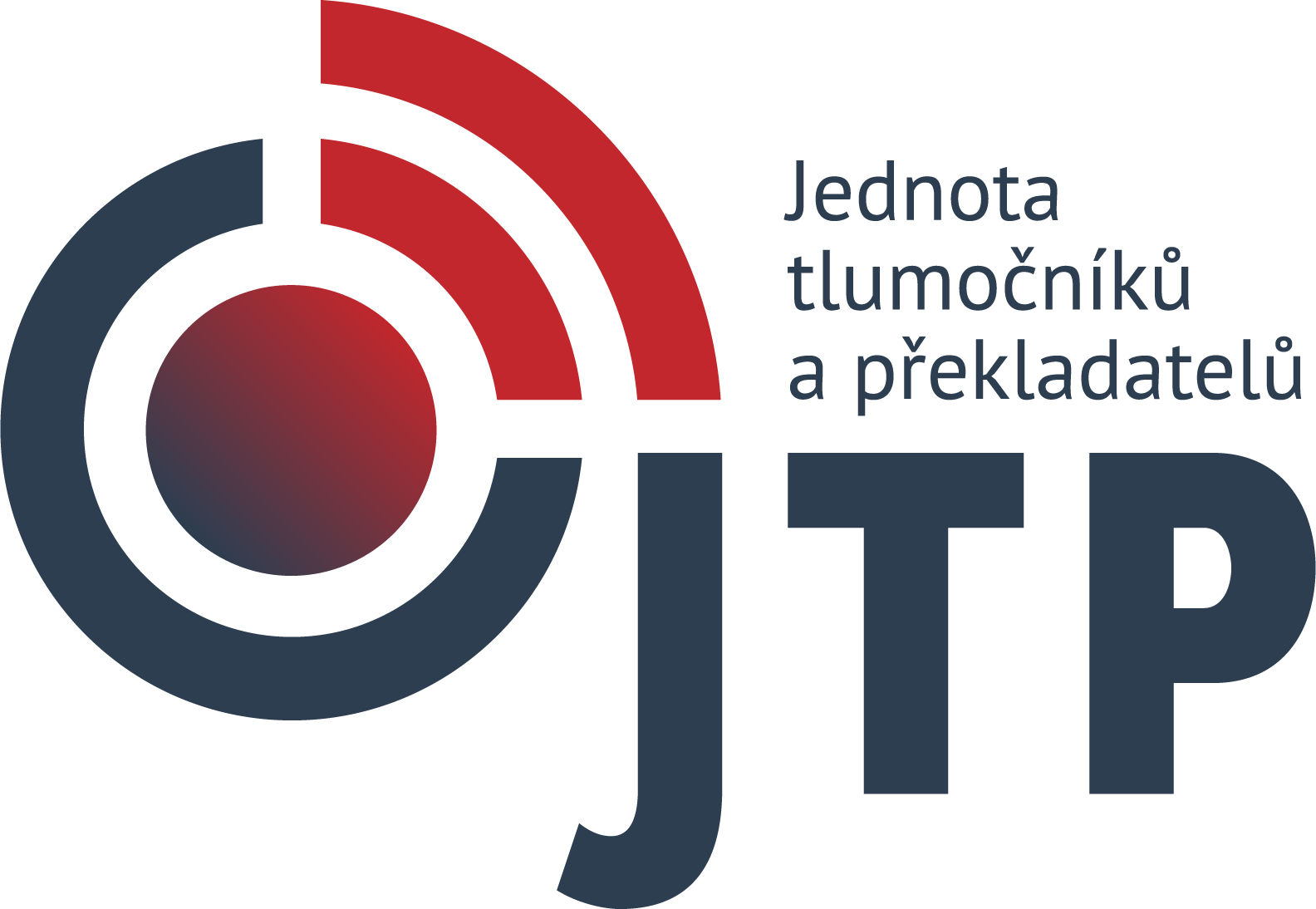

Jednota tlumočníků a překladatelů (zkratka JTP) je nezávislá a dobrovolná profesní organizace profesionálních tlumočníků a překladatelů. Je otevřena všem, kteří chtějí podpořit její činnost.
Organizace vznikla v roce 1990 s cílem hájit profesní, pracovněprávní a sociální zájmy svých členů, napomáhat jim k dalšímu vzdělávání, propagovat je na trhu práce a informovat je o pracovních příležitostech. JTP dbá na povznesení společenské prestiže profese i kvality překladu a tlumočení.
Významnou měrou se do historie JTP zapsal tlumočník a překladatel italštiny Petr Kautský, který od roku 1990 více než 30 let nepřetržitě zastává výkonné funkce jako místopředseda, tajemník či šéfredaktor odborného časopis ToP (tlumočení - překlad).
JTP sdružuje přes 500 profesionálních překladatelů, tlumočníků, lexikografů a pedagogů translatologie z Česka, Slovenska a dalších zemí.
Jednota tlumočníků a překladatelů vydává odborný časopis ToP (tlumočení-překlad), jenž od roku 2015 vychází výhradně v elektronické podobě.
Každoročně na podzim (obvykle druhý víkend v listopadu) pořádá JTP Jeronýmovy dny jako festival setkávání, přednášek a besed o překladu, tlumočení, lexikografii, translatologii, počítačových programech pro překladatele a příbuzných tématech. Na jaře zpravidla pořádá jednodenní akci Mladý Jeroným, respektive Jarní balíček rad, návodů a užitečných prezentací pro mladé a začínající překladatele a tlumočníky (ale nejen pro ně!).
Od roku 1993 pořádá JTP soutěž Slovník roku. Porota soutěže složená ze zástupců tlumočnických, překladatelských a vydavatelských organizací a akademických kruhů hodnotí slovníky v několika kategoriích.
Každoročně v rámci předávání dabingových cen Františka Filipovského uděluje JTP Cenu Jednoty tlumočníků a překladatelů za mimořádnou kvalitu překladu a úpravy dabovaného audiovizuálního díla.
Přidruženými členy JTP jsou Asociace konferenčních tlumočníků (ASKOT), Česká komora tlumočníků znakového jazyka (ČKTZJ) a Opus Arabicum.
JTP je členem Mezinárodní federace překladatelů (FIT) a Svazu českých knihkupců a nakladatelů.